# Молодёжный парк (Липецк)
Молодёжный парк — самый новый парк в городе Липецке. Расположен в Октябрьском округе на улице Катукова (на нечётной стороне между улицей Кривенкова и Московской улицей).

## История
Появился в период с 2005 по 2006 год. Образован из находившего тут лесопарка. Назван так потому, что официально, по советской традиции, ориентирован преимущественно на молодёжь.
29 ноября 2007 года в Молодёжном парке открыт физкультурно-оздоровительный комплекс с ледовым покрытием площадью 2 тыс. м².
В мае 2021 года у парка открыт памятник Николаю Чудотворцу с двумя надписями: «Святитель Николай Мирликийский» и «Храни землю Липецкую!». Вес пустотелой фигуры из бронзы — шесть тонн, а высота с учетом 160-тонного монолитного постамента превышает восемь метров.

## Транспортная доступность
На улице Катукова около парка находятся остановки транспорта «Молодёжный парк» и «Молочный комбинат».